# Ілля II Єрусалимський
Ілля ІІ — Патріарх Єрусалимський. Очолював Єрусалимську православну церкву у 770–797 рр.
На Сьомий Вселенський Собор патріарх Ілля Єрусалимський прислав захищати православну віру від єресей пресвітера Фому.